# Лаго-Буэнос-Айрес (департамент)
Департамент Лаго-Буэнос-Айрес  (исп. Departamento de Lago Buenos Aires) — департамент в Аргентине в составе провинции Санта-Крус.
Территория — 28609 км². Население — 8750 человек. Плотность населения — 0,30 чел./км².
Административный центр — Перито-Морено.

## География
Департамент расположен на северо-западе провинции Санта-Крус.
Департамент граничит:
- на севере — с провинцией Чубут
- на востоке — с департаментом Десеадо
- на юге — с департаментом Рио-Чико
- на западе — с Чили

Озёра: Гио, Сельо, Колумна и другие.

## Административное деление
Департамент включает 2 муниципалитета:
- Перито-Морено
- Лос-Антигуос

## Важнейшие населенные пункты[4]
| № | Населённый пункт | Населённый пункт (исп.) | Категория | Население чел. (2010) | На карте                        |
| - | ---------------- | ----------------------- | --------- | --------------------- | ------------------------------- |
| 1 | Перито-Морено    | Perito Moreno           | город     | 4617                  | 46°35′28″ ю. ш. 70°55′36″ з. д. |
| 2 | Лос-Антигуос     | Los Antiguos            | город     | 3363                  | 46°32′53″ ю. ш. 71°37′46″ з. д. |